# SubLime
株式会社subLime（サブライム）は、「subLime」「サンダーバード」「ひもの屋」「ばじりこ」などの飲食店経営やコンサルティング業務を行う会社。

## グループ会社

### 現在の会社
虎峰/Chineseresutaurantseries/月輪(高級レストラン)/八百八町

### かつていた会社
- 株式会社パートナーズダイニング(北の家族/監獄レストラン ザ・ロックアップ)
- 株式会社ティーケーエス(沖縄料理 なんくるないさー/まぐろ人)
- 株式会社RHコーポレーション(スイーツ専門店レインボーハット)
- 株式会社牛の達人(牛の達人)
- 株式会社イーグラントコーポレーション(Hair Lounge Anphi/Amery by Anphi)